# Aurora Ruvalcaba Gutiérrez
Aurora Ruvalcaba Gutiérrez (Colima, Colima, 24 de mayo de 1928-11 de octubre de 2024) fue una política mexicana, miembro del Partido Revolucionario Institucional (PRI). Ocupó varios cargos políticos, entre los que estuvo senadora por su estado de 1970 a 1976.

## Biografía
Realizó sus estudios básicos en la ciudad de Colima y egresó como maestra de la Escuela Normal del Estado. También cursó estudios en la Facultad de Ciencias Políticas de la Universidad Nacional Autónoma de México.
Fue secretaria general del Sindicato Nacional de Trabajadores de la Educación (SNTE) en Colima, directora del sector femenil de la Fundación de Trabajadores al Servicio del Estado (FSTSE); y vicepresidenta y presidenta del Congreso del Trabajo.
Fue elegida senadora por su estado en segunda fórmula para las legislaturas XLVIII y XLIX Legislaturas de 1970 a 1976. En ella fue secretaria de la comisión del Distrito Federal e integrante de la segunda comisión de Puntos Constitucionales.